# Берег (фильм)
«Берег» — двухсерийный художественный фильм Александра Алова и Владимира Наумова по одноимённому роману Юрия Бондарева. Последняя совместная работа режиссёров.
В 1985 году фильм был удостоен Государственной премии СССР.

## Сюжет
Советский писатель Вадим Никитин приезжает в Гамбург, где недавно был издан его роман. В памяти Никитина воскресает Германия последних отчаянных боёв за победу в 1945 году, когда был короткий отдых в немецком городке и была Эмма — молодая немка, в которую он был влюблён. Спустя двадцать шесть лет они встречаются вновь.

## В ролях
- Борис Щербаков — Вадим Никитин
- Наталья Белохвостикова — Эмма Герберт
- Бруно Дитрих — господин Дицман
- Бернхард Викки — господин Вебер
- Корнелия Бойе — Лота Титтель
- Владимир Гостюхин — сержант Меженин
- Валерий Сторожик — лейтенант Княжко
- Михаил Голубович — Гранатуров, комбат
- Владимир Заманский — Зыкин
- Андрей Гусев — Ушатиков
- Армен Джигарханян — Платон Петрович
- Наталья Наумова — дочь бакенщика
- Альбина Матвеева — Лидия, жена Никитина
- Михаил Бычков — Таткин
- Георгий Склянский — старший лейтенант Перлин
- Нартай Бегалин — эпизод
- Виктор Гайнов — вышибала в борделе
- Леонид Трутнев — эпизод

## Съёмочная группа
- Режиссёр: Александр Алов, Владимир Наумов.
- Сценарий: Юрий Бондарев, Александр Алов, Владимир Наумов.
- Оператор: Валентин Железняков
- Композитор: Александр Гольдштейн
- Звукорежиссёр: Борис Венгеровский
- Художник: Евгений Черняев, Владимир Кирс
- Художник по костюмам: Лидия Нови

## Фестивали и награды
- 1984 — 17-й Всесоюзный кинофестиваль (Киев): в программе художественных фильмов главный приз и диплом — фильму «Берег»[1].
- 1985 — Государственная премия СССР